# Kill 'Em All for One
Kill 'Em All For One Tour foi a primeira turnê da banda de heavy metal Metallica, em conjunção com o grupo britânico Raven. O nome da turnê é uma conjunção dos álbuns que as bandas haviam lançado, Kill 'Em All e All for One. Patrocinada pela  Megaforce Records, a turnê consistiu em 53 datas ao longo dos Estados Unidos. O repertório do Metallica incluiu além de canções do Kill 'Em All, músicas já compostas do futuro segundo álbum da banda, Ride the Lightning - "Fight Fire With Fire", "Ride the Lightning", "The Call of Ktulu" e "Creeping Death".

## Setlist típico
1. "Hit the Lights"
2. "The Four Horsemen"
3. "Jump in the Fire"
4. "Fight Fire With Fire"
5. "Ride the Lightning"
6. "Phantom Lord"
7. "Call Of Ktulu"
8. "No Remorse"
9. "Seek & Destroy"
10. "(Anesthesia) Pulling Teeth"
11. "Whiplash"
12. "Creeping Death"
13. Solo de guitarra
14. "Metal Militia"

## Datas
| Data       | Cidade            | Local                              |
| ---------- | ----------------- | ---------------------------------- |
| 05/03/1983 | San Francisco, CA | The Stone                          |
| 19/03/1983 | San Francisco, CA | The Stone                          |
| 08/04/1983 | Nova York, NY     | Paramount Theater                  |
| 09/04/1983 | Nova York, NY     | Ritz                               |
| 16/04/1983 | Dover, NJ         | The Showplace                      |
| 22/04/1983 | Nova York, NY     | Paramount Theater                  |
| 24/04/1983 | Nova York, NY     | Paramount Theater                  |
| 27/07/1983 | New Brunswick, NJ | Royal Manor                        |
| 28/07/1983 | Bridgeport, CT    | Utopia                             |
| 29/07/1983 | Yonkers, NY       | Rising Sun                         |
| 30/07/1983 | Boston, MA        | The Rat                            |
| 31/07/1983 | Boston, MA        | The Rat                            |
| 02/08/1983 | Jamestown, NY     | Melody Inn                         |
| 03/08/1983 | Buffalo, NY       | Rooftops                           |
| 04/08/1983 | Rochester, NY     | Riverboat                          |
| 05/08/1983 | Elmhurst, NY      | L'Amour East                       |
| 06/08/1983 | Nova York, NY     | L'Amour                            |
| 07/08/1983 | Nova York, NY     | Cheers                             |
| 09/08/1983 | Morganville, NJ   | Sports 9 Rock 'n Roll Heaven Arena |
| 10/08/1983 | Baltimore, MD     | Seagull                            |
| 11/08/1983 | Baltimore, MD     | Coast to Coast                     |
| 13/08/1983 | Chicago, IL       | The Metro                          |
| 14/08/1983 | Milwaukee, WI     | Mickey's                           |
| 16/08/1983 | Bald Knob, AR     | Bald Knob Amphitheatre             |
| 17/08/1983 | Pine Bluff, AR    | Pine Bluff Convention Center       |
| 18/08/1983 | Texarkana, AR     | Texarkana Community College        |
| 19/08/1983 | Russellville, AR  | Tucker Coliseum                    |
| 20/08/1983 | Roland, OK        | Harry's                            |
| 22/08/1983 | Tyler, TX         | ?                                  |
| 24/08/1983 | Austin, TX        | The Nightlife                      |
| 25/08/1983 | San Antonio, TX   | Daddy's Nightclub                  |
| 26/08/1983 | Odessa, TX        | ?                                  |
| 27/08/1983 | Portales, NM      | Eastern New Mexico SU              |
| 28/08/1983 | Las Cruces, NM    | Corbett Center Ballroom            |
| 30/08/1983 | Los Angeles, CA   | Country Club                       |
| 01/09/1983 | Palo Alto, CA     | Keystone                           |
| 02/09/1983 | Berkeley, CA      | Keystone                           |
| 03/09/1983 | San Francisco, CA | The Stone                          |
| 31/10/1983 | Palo Alto, CA     | Keystone                           |
| 04/11/1983 | Los Angeles, CA   | Country Club                       |
| 07/11/1983 | San Francisco, CA | The Stone                          |
| 24/11/1983 | Palo Alto, CA     | Keystone                           |
| 25/11/1983 | Berkeley, CA      | Keystone                           |
| 26/11/1983 | San Francisco, CA | The Stone                          |
| 14/12/1983 | Madison, WI       | Palms                              |
| 15/12/1983 | Chicago, IL       | Chicago Pavilion                   |
| 15/12/1983 | Chicago, IL       | Chicago Pavilion                   |
| 18/12/1983 | Cleveland, OH     | Agora Ballroom                     |
| 30/12/1983 | Aberdeen, NJ      | Fountain Casino                    |
| 31/12/1983 | Mount Vernon, NY  | Left Bank                          |
| 14/01/1984 | Boston, MA        | Channel Club                       |
| 21/01/1984 | Valley Stream, NY | Rio Theater                        |
| 22/01/1984 | Boston, MA        | Channel Club                       |